# Charmer
Albums de Aimee Mann
@#%&*! Smilers
(2008)
Charmer est le 8e album studio de la chanteuse américaine Aimee Mann, sorti en 2012.
Il s'est classé à la 33e place du Billboard 200, à la 49e place en Irlande et à la 74e place au Royaume-Uni. Il obtient un score de 73/100 sur Metacritic.

## Liste des titres
1. Charmer (3:25)
2. Disappeared (3:24)
3. Labrador (3:49)
4. Crazytown (3:21)
5. Soon Enough (3:59)
6. Living a Lie (3:26)
7. Slip and Roll (4:12)
8. Gumby (2:53)
9. Gamma Ray (3:00)
10. Barfly (4:00)
11. Red Flag Diver (2:29)